# Malthonica daedali
Malthonica daedali là một loài nhện trong họ Agelenidae.
Loài này thuộc chi Malthonica. Malthonica daedali được Paolo Marcello Brignoli miêu tả năm 1980.